# Idernus
Idernus är ett släkte av skalbaggar. Idernus ingår i familjen vivlar.
Kladogram enligt Catalogue of Life:
| Idernus | \| \| Idernus plagiatus \| \| \| \| |
|         | \| \| Idernus plagiatus \| \| \| \| |
|         | Idernus plagiatus                   |
|         |                                     |